# ملااحمد (نیر)
ملااحمد یک منطقهٔ مسکونی در ایران است که در دهستان مهماندوست واقع شده‌است. ملااحمد ۹۷ نفر جمعیت دارد.